# Sauris metaphaea
Sauris metaphaea är en fjärilsart som beskrevs av George Francis Hampson 1907. Sauris metaphaea ingår i släktet Sauris och familjen mätare. Inga underarter finns listade.